# 包尼牙觀測

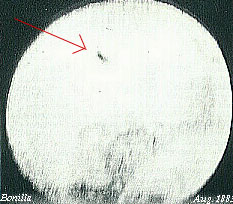
其中一張包尼牙的天文觀測照片

包尼牙觀測（英語：Bonilla observation，/bɔː niː ʌ/）是墨西哥天文学家何塞·包尼牙在1883年8月12日發表的不明飞行物發現報告，他在進行天文觀測時曾經發現到有超過300個黑色的不明物體，他在薩卡特卡斯州天文台正在觀測太阳黑子時有不明飞行物飛過他的觀測範圍。他立即以百分之一秒曝光濕板拍攝多張照片。這些照片是最早期的不明飛行物照片。有人懷疑這些飛行物體很可能是雁族，有些幽浮學文章解釋這些物體也有可能是外星生命航天器或是未解之謎。

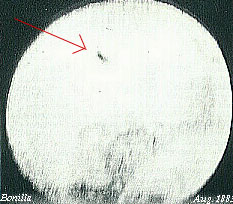
其中一張包尼牙的天文觀測照片

墨西哥国立自治大学研究人員在2011年提出這些不明物體很可能是10億多噸重的彗星碎片飛過距離地球上百公里的區域。

## 研究
2011年10月，墨西哥城墨西哥國立自治大學天文學研究人員赫克托·曼特羅拉、瑪麗亞·拉莫斯·拉拉和瓜達盧佩·科爾德羅發布了一份預印本，詳細說明了他們的結論：包尼牙所看到的不明物體是彗星在太空爆炸的碎片。曼特羅拉為自己的理論辯護時解釋說，視差使得只有與薩卡特卡斯州位於同一緯度的地方才能目睹這一事件。同一緯度的非洲和亞洲文明沒有辦法觀察這事件。
曼特羅拉的團隊假設包尼牙計時準確無誤，計算出這些物體距離地面538公里（334 英里）至8,062公里（5,009 英里）之間，長度在68公尺（223 英尺）至 795公尺（2,608 英尺）之間。如果它們由冰所構成，質量介於5.58x108公斤（1.23x107 磅）到 2.5x1012公斤（5.51x1010 磅）之間。曼特羅拉等人根據包尼牙在3小時25分鐘內對447個物體的觀察結果，推斷出25小時內發現了3275 個碎片。估計原始彗星的質量在1.83x1012 公斤（4.03x1010 磅）至 8.19x1015 公斤（1.81x1014 磅）之間，上限相當於哈雷彗星質量的8.19 倍，並將這些彗星碎片的潛在影響比作1908年通古斯事件，指出「...如果[碎片]與地球相撞，我們將在兩天內經歷 3,275 次通古斯事件-可能是一次生物滅絕事件。